# Žubejevo
Žubejevo je naselje v Občini Kamnik.